# Gran Premio Città di Rio Saliceto e Correggio 1995
Il Gran Premio Città di Rio Saliceto e Correggio 1995, seconda edizione della corsa, si svolse il 16 luglio 1995 su un percorso di 166 km. La vittoria fu appannaggio dell'italiano Luca Pavanello, che completò il percorso in 3h35'00", precedendo gli italiani Roberto Pelliconi ed Ivan Luna.

## Ordine d'arrivo (Top 10)
| Pos. | Corridore         | Squadra        | Tempo    |
| ---- | ----------------- | -------------- | -------- |
| 1    | Luca Pavanello    | Aki-Gipiemme   | 3h35'00" |
| 2    | Roberto Pelliconi | Refin-C. Tollo | ?        |
| 3    | Ivan Luna         | Brescialat     | ?        |
| 4    | Marco Artunghi    | Carrera        | ?        |
| 5    | Fabrizio Guidi    | Navigare       | ?        |
| 6    | Simone Biasci     | Mercatone Uno  | ?        |
| 7    | Gianni Faresin    | Lampre-Panaria | ?        |
| 8    | Alessio Di Basco  | Amore & Vita   | ?        |
| 9    | Federico Colonna  | Mapei-GB       | ?        |
| 10   | Dario Andriotto   | Amore & Vita   | ?        |